# Periandra berteriana
Periandra berteriana är en ärtväxtart som först beskrevs av Dc., och fick sitt nu gällande namn av George Bentham. Periandra berteriana ingår i släktet Periandra och familjen ärtväxter. Inga underarter finns listade i Catalogue of Life.